# 2013 في المملكة المتحدة
فيما يلي قوائم الأحداث التي وقعت خلال عام 2013 في المملكة المتحدة.

## أحداث
- 1 ديسمبر – وباء إيبولا في غرب أفريقيا

## سياسة

### تعيين في المنصب
- 1 يناير – أندريه غييم Regius Professor of Physics  [لغات أخرى]‏.
- 7 يناير – جوناثان هيل زعيم مجلس اللوردات [الإنجليزية]‏.
- 7 أكتوبر – أندرو روباثان Minister of State, Northern Ireland [الإنجليزية]‏.

### انتهاء فترة المنصب
- 1 يناير – أندريه غييم Langworthy Professor [الإنجليزية]‏.
- 1 يناير – ديفيد ريتشاردز رئيس أركان الدفاع [الإنجليزية]‏.
- 4 فبراير – جاستن ويلبي Bishop of Durham [الإنجليزية]‏.
- 7 أكتوبر – أندرو روباثان Minister of State for the Armed Forces [الإنجليزية]‏.
- 7 أكتوبر – هيو روبرتسون Minister for Sport and Civil Society [الإنجليزية]‏.

## رياضة
- 1 يناير – بطولة ويمبلدون 2013
- 1 يناير – نهائيات الجولة العالمية لرابطة محترفي التنس 2013
- 30 يونيو – جائزة بريطانيا الكبرى 2013 الفائز نيكو روسبيرغ.
- 1 سبتمبر – جائزة بريطانيا الكبرى للدراجات النارية 2013

## ظهور
- 1 يناير – بارز وميلودي

## أفلام
من الأفلام التي صدرت هذه السنة في المملكة المتحدة:
- 1 يناير – آخر مني من إخراج إيزابيل كويسيت.
- 1 يناير – أنا أعطيها عام من إخراج دان ميزر.
- 1 يناير – المستشار من إخراج ريدلي سكوت.
- 1 يناير – ديانا من إخراج أوليفر هيرشبيغل.
- 1 يناير – روميو وجولييت من إخراج Carlo Carlei [الإنجليزية]‏.
- 1 يناير – ستوكر من إخراج بارك تشان ووك.
- 1 يناير – طائر الطنان من إخراج ستيفن نايت.
- 1 يناير – نشوة من إخراج داني بويل.
- 1 يناير – ون دايركشن: هؤلاء نحن من إخراج مورغان سبورلوك.
- 18 يناير – الميدان من إخراج جيهان نجيم.
- 20 يناير – الشرق من إخراج زال باتمانجليج.
- 28 فبراير – طريق الشيطان من إخراج ريني هارلن.
- 16 مايو – حلقة بلينج من إخراج صوفيا كوبولا.
- 25 مايو – العشاق فقط يبقون أحياء من إخراج جيم جارموش.
- 2 يونيو – حرب الزومبي العالمية من إخراج مارك فورستر.
- 10 يونيو – الرجل الفولاذي من إخراج زاك سنايدر.
- 10 يوليو – نهاية العالم من إخراج إدغار رايت.
- 14 أغسطس – كيك-آس 2 من إخراج جيف وادلو.
- 30 أغسطس – 12 سنة من العبودية من إخراج ستيف ماكوين.
- 31 أغسطس – المرأة الخفية من إخراج رالف فاينس.
- 31 أغسطس – فعل القتل من إخراج جوشوا أوبنهايمر.
- 31 أغسطس – فيلومينا من إخراج ستيفن فريرز.
- 2 سبتمبر – اندفاع من إخراج رون هاوارد.
- 2 سبتمبر – لوك من إخراج ستيفن نايت.
- 2 سبتمبر – نظرية الصفر من إخراج تيري غيليام.
- 4 سبتمبر – ريديك من إخراج ديفيد توهي.
- 4 سبتمبر – عن الوقت من إخراج ريتشارد كورتيس.
- 7 سبتمبر – المزدوج من إخراج ريتشارد أيواد.
- 7 سبتمبر – مانديلا: طريق طويل إلى الحرية من إخراج جاستن تشادويك.
- 2 ديسمبر – الهوبيت: قفرة سموغ من إخراج بيتر جاكسون.
- 5 ديسمبر – البؤساء من إخراج توم هوبر.
- 13 ديسمبر – إنقاذ السيد بانكس من إخراج جون لي هانكوك.
- 14 ديسمبر – المشي مع الديناصورات من إخراج باري كوك، Neil Nightingale [الإنجليزية]‏.
- 25 ديسمبر – شبق من إخراج لارس فون ترايير.

## برامج ومسلسلات وأنمي
- ذا آي تي كراود
- الخروف شون
- ثانوية الاستخبارات
- أنت والمليون
- يوتوبيا
- كونك إنسان
- داونتون آبي
- أجاثا كريستي بوارو

## موسيقى

### أغاني
من الأغاني التي صدرت هذه السنة في المملكة المتحدة:
- 1 يناير – آي سي فاير من غناء إد شيران.
- 24 يونيو – كل شيء تغير من غناء إد شيران.

## كتب
من الكتب التي صدرت هذه السنة في المملكة المتحدة:
- 1 يناير – تاريخي الموجز من تأليف ستيفن هوكينج.
- 18 أبريل – ذي كوكو كولنغ من تأليف ج. ك. رولينج.

## مواليد

### يوليو
- 22 يوليو – جورج أمير كامبريدج ابن دوق ودوقة كامبريدج.

## وفيات

### يناير
- 4 يناير – ديريك كيفان (مواليد 1935) لاعب كرة قدم إنجليزي.
- 18 يناير – كين جونز (مواليد 1936) لاعب كرة قدم ويلزي.
- 21 يناير – إينيز ماكورماك (مواليد 1943) نقابية من المملكة المتحدة.

### فبراير
- 17 فبراير – ريتشارد بريريس (مواليد 1934) ممثل إنجليزي.

### مارس
- 9 مارس – سيبيل كريستوفر (مواليد 1929) ممثلة بريطانية.
- 10 مارس – ليليان ديفيز (مواليد 1915) عارضة سويدية.
- 22 مارس – فرد جونز (مواليد 1938)
- 28 مارس – جورج بوكس (مواليد 1919)
- 28 مارس – ريتشارد جريفيثز (مواليد 1947) ممثل بريطاني.

### أبريل
- 8 أبريل – تومي مولوي (مواليد 1934) ملاكم من المملكة المتحدة.
- 8 أبريل – مارغريت ثاتشر (مواليد 1925) أول امرأة تتولى رئاسة وزراء المملكة المتحدة.
- 10 أبريل – روبرت إدواردز (مواليد 1925)
- 10 أبريل – غوردون توماس (مواليد 1921) دراج بريطاني.
- 12 أبريل – دينيس يوحنا (مواليد 1935) لاعب كرة قدم ويلزي.
- 18 أبريل – ستورم ثورغيرسون (مواليد 1944)
- 23 أبريل – رالف جونسون (مواليد 1922) لاعب كرة قدم إنجليزي.

### مايو
- 4 مايو – كريستيان دو دوف (مواليد 1917)
- 16 مايو – فرانك نيجل هبر (مواليد 1929) عالم نبات من المملكة المتحدة.
- 24 مايو – رون ديفيز (مواليد 1942) لاعب كرة قدم ويلزي.

### يونيو
- 6 يونيو – فيفيان تشاندلر (مواليد 1947)

### يوليو
- 17 يوليو – هنري علاق (مواليد 1921)
- 25 يوليو – هيو هكسلي (مواليد 1924)

### أغسطس
- 26 أغسطس – جيرارد ميرفي (مواليد 1955) ممثل أيرلندي.
- 30 أغسطس – شيموس هيني (مواليد 1939)
- 31 أغسطس – ديفيد فروست (مواليد 1939)

### سبتمبر
- 2 سبتمبر – رونالد كوس (مواليد 1910)

### أكتوبر
- 20 أكتوبر – نويل هاريسون (مواليد 1934)
- 23 أكتوبر – أنتوني كارو (مواليد 1924) نَحّات من المملكة المتحدة.
- 25 أكتوبر – نايجل دافنبورت (مواليد 1928) ممثل إنجليزي.

### نوفمبر
- 5 نوفمبر – ستيوارت وليامز (مواليد 1930) لاعب كرة قدم ويلزي.
- 12 نوفمبر – جون تافينار (مواليد 1944) ملحن بريطاني.
- 19 نوفمبر – فردريك سانغر (مواليد 1918)
- 25 نوفمبر – بيل فولكيس (مواليد 1932)
- 30 نوفمبر – كريس هاولاند (مواليد 1928)

### ديسمبر
- 5 ديسمبر – كولن ولسن (مواليد 1931) كاتب إنجليزي.